# MP 18
A MP18 foi uma pistola-metralhadora utilizada pelo exército Alemão durante a Primeira Guerra Mundial. Produzida de 1918 a 1920, com as suas derivações a serem também utilizadas na Segunda Guerra Mundial, e seu design serviu como base para outros projetos de metralhadoras até a década de 1960.

## História
Em 1915 a Comissão Alemã de Testes de Espingardas em Spandau decidiu desenvolver uma nova arma para o combate em trincheiras. A intenção original da comissão de modificar uma arma já existente com este objectivo provou-se impossível devido a problemas técnicos, e como tal o desenvolvimento e plano de uma arma completamente nova era necessário. Hugo Schmeisser eventualmente desenhou uma arma que preenchia todos os requisitos. Esta arma foi designada Maschinenpistole 18.I (MP18.I). Produzida pela Bergmann, a arma serviu nos finais da guerra e também foi utilizada pela polícia alemã após o fim da guerra.

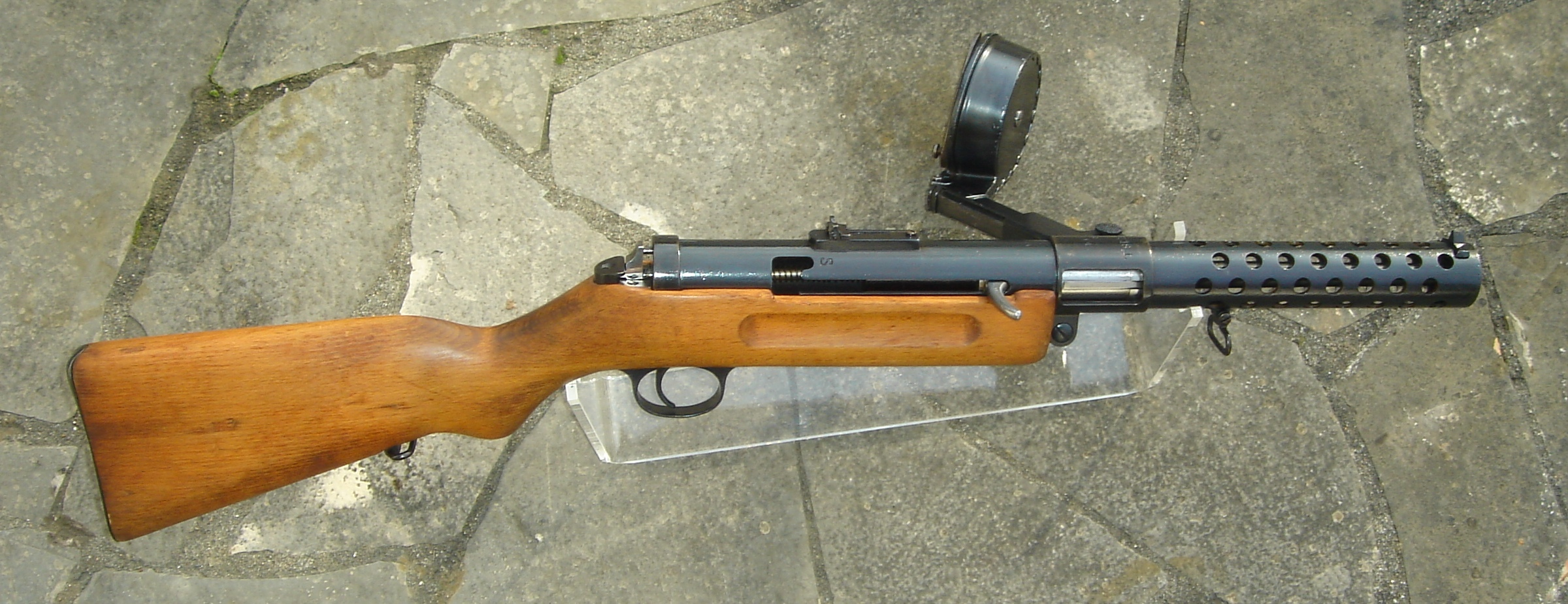
Uma MP18.I

## Variantes
MP18.I: versão original fabricada pela Bergmann, introduzida em 1918;
MP28.II: aperfeiçoamento da MP18.I, fabricada pela Haenel, utilizada pelas SS e pela Gestapo;
SIG M1920: versão da MP18 fabricada na Suíça;

## Operadores
- Alemanha
  -  Império Alemão[2]
  -  República de Weimar: Usada pela polícia após a Primeira Guerra Mundial.[3]
  -  Alemanha Nazista[2]
- Bélgica: MP 28 montada sob licença em Pieper, mais tarde adotada como Mi 34 Schmeisser-Bayard (Pistolet Mitrailleur Modèle 1934)[4]
- Bolívia: MP 18,[5] MP 28,[6] SIG Bergmann[7]
- Brasil: Várias agências policiais adotaram a MP 28 em calibres 7,63×25mm e 9×19mm; juntamente com as SIG Bergmann em calibre 7,63×25mm. A polícia de São Paulo adotou a MP 28 em calibre 7,63×25mm em 1934; essas armas recebiam carregadores de 50 cartuchos e ainda estavam em uso no final da década de 1970.[8][9][10] A polícia de Pernambuco apreendeu 25 submetralhadoras Bergmann dos irmãos Lundgren em 1931 e as colocou em serviço. Uma SIG Bergmann com carregador de 50 cartuchos foi emprestada pelo Tenente João Bezerra, da polícia de Alagoas, e usada no Ataque Angico de 1938, onde Lampião foi morto.[11][12][7] Cerca de 8 Bergmann foram adquiridas para a Polícia Especial do Distrito Federal. Cada um de seus quatro destacamentos de choque estava armado com duas Bergmanns, duas Suomi KP31 e duas Thompson.[13]
- Reino da Bulgária: Em 1939, 20 submetralhadoras MP-18/1 e 70 MP-28/2 foram usadas pela polícia.[14] Mais 300 MP28/2 foram encomendadas durante a Segunda Guerra Mundial.[15]
- Canadá: Algumas evidências de que capturaram submetralhadoras MP 18 em uso pela Polícia Provincial de Alberta[16]
- China: Importou e produziu cópias localmente da SIG Bergmann de fabricação suíça em 7,63×25mm Mauser[17][18]
- Estónia: A MP18 foi usada para defender o quartel de Tallinn durante a revolta comunista de 1924.[19] Um número desconhecido de SIG Bergmann foi adquirido.[7] A polícia estoniana adquiriu uma quantidade desconhecida de armas da fábrica finlandesa de Lindelöf.[20]
- Finlândia: 1.523 SIG M/20 em 7,65×21mm Luger foram compradas entre 1922 e 1940.[17] Durante a Guerra de Inverno, 171 MP-28 foram compradas da Bélgica; mas elas não chegaram a tempo. Essas armas foram posteriormente emitidas na [[[Guerra de Continuação]] para unidades na Lapônia, tropas da frente doméstica e corpos de suprimentos.[21] A empresa Leonard Lindelöf começou a fabricar cópias licenciadas da M/20 em 1922. Estima-se que 60 ou 70 armas foram feitas no total; essas eram de qualidade inferior e os carregadores não eram intercambiáveis. A produção sofreu vários atrasos, em 1925 as primeiras armas foram concluídas e pequenas quantidades foram vendidas para a polícia, guarda costeira, organizações locais da guarda civil e alfândega. 12 foram adquiridas pela guarda civil em 1932 como penhor de um contrato fracassado.[20]
- França: Após a Primeira Guerra Mundial, uma pequena quantidade foi entregue pela Alemanha; elas ainda estavam em estoque em 1939.[2] Em 1940, pelo menos 300 MP 28/II montadas pela empresa belga Pieper foram recebidas, de um pedido de 1.000 armas. Estas foram adotadas sob o nome de Pistolet Mitrailleur Pieper Mle 1934.[22]
- Império do Japão: SIG Bergmann em 7,63×25mm Mauser adotada pela Marinha; 125 unidades foram encomendadas em 1922 e 320 em 1929. Essas armas foram equipadas com a baioneta Tipo 30 e entregues aos fuzileiros navais japoneses na China. Submetralhadoras SIG Bergmann também foram capturadas das forças chinesas.[7][17][23] MP28 comprada para testes.[24]
- Indonésia: Armas ex-japonesas de fabricação suíça.[25] MP 28 capturadas foram usadas durante a Revolução Nacional da Indonésia[26]
- Estado Imperial do Irã: A MP 28 foi comprada antes da Segunda Guerra Mundial e usada durante a crise no Irã de 1946.[27]
- Letónia: Aproximadamente 6 Bergmann MP 18 no estoque do Exército da Letônia em abril de 1936[28]
- Manchukuo: Adotou cópias chinesas da SIG Bergmann fabricadas localmente[7]
- Países Baixos: MP 28 adotada pelo Exército Real das Índias Orientais Holandesas[29]
- Noruega: O Grupo de Assalto do Serviço Policial Norueguês adquiriu 26 submetralhadoras SIG Bergmann em 1937[30]
- Paraguai: Comprou algumas MP 28 antes da Guerra do Chaco[5] e, posteriormente, capturou mais das forças bolivianas.[6] SIG Bergmann capturadas da Bolívia.[7]
- Polónia: MP 28 obtida para testes, possivelmente repassada à guarda presidencial e às forças policiais[31]
- Portugal: Pistola metralhadora Bergmann em 7,65 mm, provavelmente SIG Bergmann. Distribuída ao exército e à polícia de segurança pública em 1929, sob a designação m/929.[2][32]
- Romênia: Pequenas quantidades de submetralhadoras MP 18 e MP 28 foram adotadas por unidades policiais no período entre guerras.[33][24] Milhares de submetralhadoras MP 28 foram fornecidas à Guarda de Ferro pelo Sicherheitsdienst,[34] usadas pelo exército após a Rebelião dos Legionários e Pogrom de Bucareste.
- República Espanhola: Vários lotes de MP28 foram comprados para testes; uma cópia da MP 28, conhecida como "Avispero", foi produzida em massa durante a Guerra Civil Espanhola.[35] 167 MP 18 foram adquiridas da SEPEWE em outubro de 1936[36]
- Espanha Franquista: MP 28 "Avispero" capturadas, fabricadas pelos republicanos, foram colocadas em serviço após a Guerra Civil.[37] Essas armas foram aposentadas do exército regular na década de 1950, mas permaneceram em uso pelas tropas coloniais até a década de 1960. Emitidas para a polícia nativa durante a Guerra de Ifni.[38]
- Suíça : 25 submetralhadoras SIG Bergmann de 7,65 mm foram testadas pelo exército, mas não foram adotadas. A polícia de Zurique adotou a SIG Bergmann em 9 mm Parabellum.[7]
- Tailândia: A SIG Bergmann em 7,65 Parabellum foi adotada pela polícia. Também foi usada para execuções até a década de 1980, quando foi substituída pela MP5SD.[7]

## Conflitos
- Primeira Guerra Mundial
- Revolução Alemã de 1918-1919
- Revolta na Grande Polônia (1918-1919)
- Tentativa de golpe de Estado na Estônia em 1924
- Guerra do Chaco
- Guerra Civil Espanhola
- Segunda Guerra Mundial
- Segunda Guerra Sino-Japonesa
- Guerra Civil Chinesa
- Revolução Nacional da Indonésia
- Crise no Irã de 1946
- Guerra de Ifni[35]